# 베요네타 2
베요네타 2(Bayonetta 2, 일본어: ベヨネッタ2)는 2014 액션 어드벤처 핵 앤드 슬래시 비디오 게임으로, 플래티넘게임즈가 개발하고 닌텐도가 Wii U와 닌텐도 스위치용으로 배급한 비디오 게임이다. 2009년 게임 베요네타의 후속작이며 이나바 아츠시가 감독하고 야마가미 히토시가 시리즈 개발자 가미야 히데키의 감독 하에 제작하였다.
베요네타 2는 2012년 9월 13일 닌텐도 다이렉트 프레젠테이션에서 발표되었다. 엑스박스 360, 플레이스테이션 3용 멀티플랫폼이었던 세가 배급 베요네타와 달리 닌텐도 주도의 베요네타 2는 Wii U에 한정되어 출시되었다.
베요네타 2는 2014년 9월 일본에서, 2014년 10월 세계의 나머지 지역에서 출시되었다.

## 평가
베요네타 2는 메타크리틱의 경우 80개 리뷰에서 91/100점의 누적 점수를 받았다.